# Susanna Ginesta Coll
Susanna Ginesta Coll   (la Garriga, 18 de gener de 1974) és una periodista i creadora de contingut digital catalana.
Va estudiar periodisme a la Universitat Autònoma de Barcelona i va cursar el primer postgrau en Periodisme Digital, que dirigia Vicent Partal a la Universitat Ramon Llull. Des de llavors, ha col·laborat en diversos mitjans, com ara El 9 Nou, Vilaweb, la revista Time Out Barcelona i RACC Magazine, entre d'altres. També va col·laborar en la redacció del llibre de Vicent Partal Catalunya 3.0 (2001).
Ginesta va recuperar, l'any 2000, l'emissora de ràdio local de la Garriga, Radio Silenci, fundada el 1983, però tancada des de 1986. Amb aquesta finalitat va fundar l'Associació Amics de Ràdio Silenci, de la qual va ser al front de la primera Junta directiva. L'any 2020, juntament amb altres quatre influenciadores, va promocionar el Bages com a comarca on poder dur a terme un turisme sostenible.